# Christian Christoph Clam-Gallas

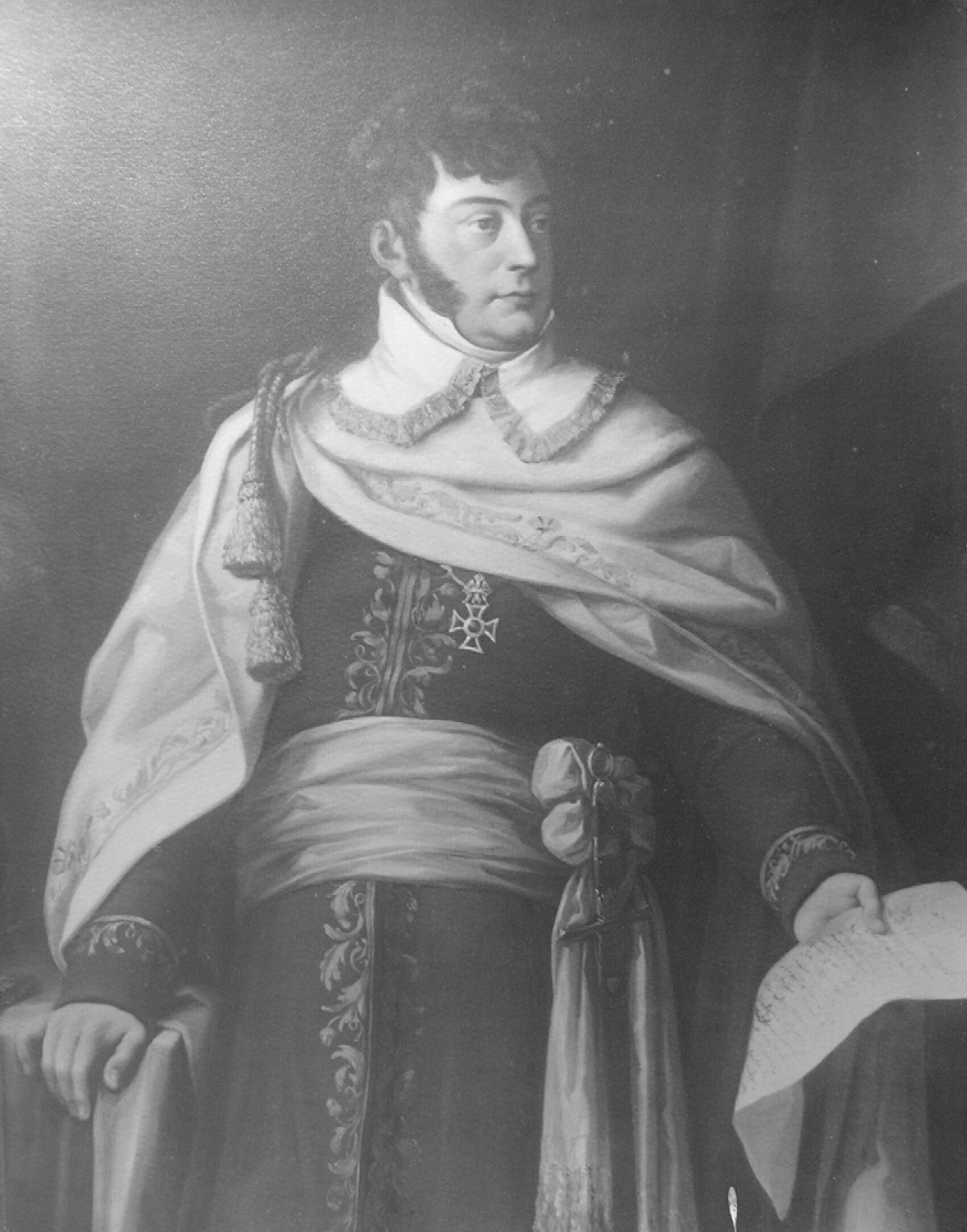
Christian Christoph Clam-Gallas

Graf Christoph Christian Clam-Gallas (* 1. September 1771 in Prag; † 21. August 1838 in Prag) war von 1805 bis 1833 Besitzer der Herrschaften Friedland, Reichenberg, Grafenstein und Lämberg in Nordböhmen. Er gilt als Förderer und Mäzen von Kunst und Wissenschaft.

## Leben
Seine Eltern waren Christian Philipp Clam (* 29. April 1748; † 8. Februar 1805) und dessen Ehefrau Karoline Josepha von Sporck (1752–1799). Sein Vater wurde Erbe der Güter des letzten Grafen Philipp Joseph von Gallas († 1757) unter der Bedingung den Namen Gallas anzunehmen. Christian Philipp wurde so der erste Träger des Namens Clam-Gallas.

### Förderer von Kunst und Wirtschaft
Als Präsident der Gesellschaft patriotischer Kunstfreunde und des Vereins der Kunstfreunde für Kirchenmusik in Böhmen förderte er Musik und Kunst durch Stiftungen, welche dem aus der kleinen Stadt Kratzau in Nordböhmen stammende Malersohn Joseph Ritter von Führich (1800–1876) den Lebensweg ebneten. Dieser gehörte zu einer Gruppe von begabten Künstlern, die ebenfalls aus Kratzau stammend, von Mitgliedern der Familie Clam-Gallas in der Ausbildung gefördert und durch den Malstil Joseph von Führichs künstlerisch beeinflusst wurden.
Graf Christoph Christian Clam-Gallas’ Investitionen auf industriellem Gebiet waren für ihn nicht allzu erfolgreich, sind aber für den Beginn der industriellen Entwicklung Nordböhmens zu erwähnen. Die von seiner Verwaltung im Jahre 1806 errichtete Rotgarnfärberei im Josefinental bei Reichenberg, benannt nach seiner Ehefrau Josefine, wurde 1808 an die Firma Ballabene & Co. verkauft, die das Unternehmen in eine Baumwoll- und Schafwollspinnerei umwandelte.
Von Bedeutung ist, dass die Brüder Franz Liebieg (1799–1878) und Johann Liebieg (1802–1870) diese Baumwoll- und Schafwollspinnerei 1828 kauften. Es war der Beginn eines der größten Textilunternehmen der ehemaligen österreichisch-ungarischen Monarchie, welches bis zum Jahr 1950 Bestand hatte und ein Opfer wirtschaftlichen Niedergangs wurde, nachdem die deutsche Eigentümerfamilie als Sudetendeutsche enteignet und vertrieben worden war.

### Sommerresidenz und Kurort
Durch Graf Christian Phillip Clam-Gallas (1748–1805) und seinen Vater Christoph Christian gegründet, bekam der Kurort Bad Liebwerda im Isergebirge als Sommerresidenz der Familie Clam-Gallas besonderes Ansehen. Der Sohn Eduard Graf Clam-Gallas, k.k. General der Infanterie und dessen Sohn Franz Graf Clam-Gallas (1854–1930), von 1895 bis 1918 Mitglied des böhmischen Landtags, bauten die Behandlungsmöglichkeiten für Heilung Suchende weiter aus, und es entwickelte sich ein Kurort, der die Unbilden der Zeiten überdauerte.
Durch die Bodenreform der Regierung der Tschechoslowakischen Republik in Prag nach dem Ende des Ersten Weltkrieges 1918 wurde fast der gesamten Großgrundbesitz der Clam-Gallas in Nordböhmen und das Palais in Prag enteignet und ging in andere Hände über.

### Schloss Friedland
Für die damalige Zeit bemerkenswert war die Einrichtung eines Museums für die Allgemeinheit mit Schlossbesichtigung von Christoph Christian Graf Clam-Gallas im Jahre 1801 auf Schloss Friedland, seinem Wohnsitz. Sein Enkel Franz Graf Clam-Gallas (1854–1939) veranlasste die Ordnung und Registrierung des umfangreichen Schlossarchivs. Urkundenbestände aus der Verwaltung der Herrschaft Friedland und deren Besitzer seit dem Hochmittelalter, die Burggrafen von Donin, die Grafen von Bieberstein, die Freiherrn von Redern, Albrecht von Wallenstein (Waldstein) Herzog zu Friedland, Generalfeldmarschall des Dreißigjährigen Krieges und die Grafen von Gallas (di Gallasio de Castel Campo), wurden für Historiker zugänglich.

## Familie
Graf Clam-Gallas heiratete am 28. November 1797 in Prag Gräfin Josephine von Clary-Aldringen (* 8. Juli 1777 in Prag; † 28. Dezember 1828 in Reichenberg), für die Beethoven 1795/95 die Arie „Ah! perfido“ komponierte sowie mehrere Stücke für Mandoline. Das Ehepaar hatte drei Kinder: Karolina (1798–1863), Christiane (1801–1886) und Eduard (1805–1891).